# Ornithidium nicaraguense
Ornithidium nicaraguense är en orkidéart som först beskrevs av Fritz Hamer och Leslie Andrew Garay, och fick sitt nu gällande namn av Mario Alberto Blanco och Isidro Ojeda. Ornithidium nicaraguense ingår i släktet Ornithidium och familjen orkidéer. Inga underarter finns listade i Catalogue of Life.